# Palazzo Gio Battista Saluzzo
Il palazzo Gio Battista Saluzzo è un edificio storico di gran rilievo, sito in via Chiabrera al civico 7 nel Centro Storico di Genova. L'edificio fu inserito nella lista dei Palazzi iscritti ai Rolli di Genova (Patrimonio UNESCO della Convenzione per la Protezione del Patrimonio Culturale e Naturale Mondiale) un elenco di residenze aristocratiche che le famiglie nobili genovesi mettevano a disposizione di visitatori illustri e capi di Stato.

## Storia e descrizione
La Famiglia Saluzzo, ascritta all' "albergo" dei Calvi nel 1528, costruisce il palazzo sulla piazza dove si affacciano due edifici dell' "albergo" Giustiniani.
Gio. Batta Saluzzo, governatore di Savona, ambasciatore presso i re di Spagna e Francia, più volte Senatore della Repubblica di Genova è il primo proprietario della famiglia a comparire nei rolli dal 1588, pochi anni dopo la costruzione del palazzo.
Le solide facciate dipinte indicano due piani nobili e introducono, attraverso il sobrio portale, a un grande atrio ornato con volte a vela e colonne che adornano lo scalone loggiato per due piani nobili e da un ninfeo.
Il monumentale scalone loggiato, che sale sino al secondo dei due piani nobili, conduce agli appartamenti affrescati. I bombardamenti della seconda guerra mondiale hanno in parte danneggiato il palazzo che conserva gli affreschi Mercurio con la Fama e l'Eternità di Domenico Piola, Aurora che esce dall'Oceano e Nettuno e Anfitrite di Gregorio De Ferrari.
La piccola edicola votiva rappresenta una statua della Madonna Incoronata che poggia su nubi da cui spuntano alcuni cherubini alati. Ai piedi della Vergine degli ex voto uno dei quali pende dalle sue mani.
Sullo sfondo s’intravede un minuscolo cortile con una grottesca di pietre e conchiglie con mascherone marmoreo.
Particolare poi, sul fastigio a riccioli e ghirlande di fiori e frutti, uno stemma nobiliare con l’aquila e una corona in ferro battuto.